# インド経営大学院
インド経営大学院（Indian Institutes of Management / IIMs）はインドの国立の高等教育機関のひとつであり、グジャラート州のアフマダーバード、カルナータカ州のバンガルール、マディヤ・プラデーシュ州のインドール、西ベンガル州のコルカタ、ケーララ州のコーリッコードゥ、ウッタル・プラデーシュ州のラクナウー、メーガーラヤ州のシロン、ハリヤーナー州のロータク、ジャールカンド州のラーンチー、チャッティースガル州のラーイプル、タミル・ナードゥ州のティルチラーパッリ、ウッタラーカンド州のカーシプル、ラージャスターン州のウダイプルの13箇所に設立されている。多彩な専攻を有する、MBAに相当する2年間の経営学修士課程、定時制の経営学修士課程、および経営学短期研修課程が開設されている。13つの分校はそれぞれ独立の組織と看做されるが、すべてインド中央政府に所属し運営されている。

## 概要
13つの分校を一覧にして示すと、以下のようになる。
- インド経営大学院アフマダーバード校
- インド経営大学院バンガロール校
- インド経営大学院インドール校
- インド経営大学院コルカタ校
- インド経営大学院コーリッコードゥ校
- インド経営大学院ラクナウー校
- インド経営大学院シロン校
- インド経営大学院ロータク校
- インド経営大学院ラーンチー校
- インド経営大学院ラーイプル校
- インド経営大学院ティルチラーパッリ校
- インド経営大学院カーシプル校
- インド経営大学院ウダイプル校

インド経営大学院は、インドの経営大学院の中で一、二を争う優秀校であり、インド工科大学、インド理科大学院、インド統計大学、インド国立法科大学、全インド医科大学とともに、高等教育機関中の「選良倶楽部」を形成している。
インドの経済改革以前には、インド経済の閉鎖性ゆえに制約を受けていたが、1990年代のインド経済の開放とともに、大企業の重役になったり世界に散らばったりしていた卒業生が徐々に集まり、2005年には世界的なネットワークを形成して、インド工科大学同窓会と同様、世界のビジネスシーンで影響力を持つようになり、名声を高めつつある。近年インドへの関心が世界で高まるのに応じて、特に創立の古いアフマダーバード校・バンガロール校・コルカタ. ラッキーナウ. インドール.カリコード校の6校については、世界での認知が広がってきていると言える。

## 共通入学試験 (CAT)
13つのインド経営大学院は、共通の入学試験である「共通入学試験」（Common Admission Test / CAT）を実施する。筆記による一次試験の選抜の後、二次試験は志望する各大学院においてグループ討論および面接が課せられる。インド経営大学院に入学するにはこれを受験しなければならないが、これはインドの試験の中で最も合格することが難しいとされる試験である。入学定員1200名のうち一般入学枠は約940であるに対し、受験者は15万人を越えるため、競争率は各大学院ごとに例年250～500倍となっている。例年の競争率はアフマダーバード校が最も高く、次いでバンガルール校あるいはコルカタ校、そしてラクナウー校、コーリッコードゥ校、インドール校の順となっている。合格者の平均正答率は約98%と言われている。
インド工科大学と同様、インド経営大学院の入学定員には、一般入学枠以外に、インド政府の規定により約260（定員の約22%）の指定カースト・指定部族枠がある。この枠内でも一般枠と同様にCATが実施され、選抜が行なわれる。